# Teodardo de Narbona
Teodardo (em latim: Theodardus; Montauban, 840 - Montauban, 1 de maio de 893) foi um arcebispo de Narbona do século IX que tornar-se-ia santo da Igreja Católica.

## Vida
Teodardo nasceu em Montauban por volta de 840. Parece que pertenceu a uma rica e nobre família local e teve educação eclesiástica e secular desde jovem. Foi subdiácono em um sínodo de Tolosa que foi convocado para apaziguar uma disputa entre judeus locais e o bispo Bernardo. Por suas ações no episódio, o presidente do sínodo, o arcebispo Sigebaldo de Narbona (873–885), o designou arquidiácono. Nesta posição, distinguiu-se por moral impecável, modéstia, piedade e caridade, e era "olhos dos cegos, pés dos coxos, pai dos pobres e consolador de todos os oprimidos".
Depois da morte de Sigebaldo em 885, Teodardo foi eleito seu sucessor e foi consagrado em 15 de agosto. Entre 885-886, recebeu uma sentença de excomunhão contra o bispo de Nimes. Em 886, foi a Roma para obter o pálio do papa Estêvão VI. Manteve com energia os direitos de sua sé e suas sufragâneas, reparou os danos que essas dioceses sofreram com as incursões dos sarracenos, restaurou a catedral e entregou seus rendimentos e os tesouros de sua igreja à libertação dos cristãos cativos. Em data posterior, substituiu os tesouros que usou. Morreu em 1 de maio de 893, na abadia beneditina de São Martinho em Montauban, onde foi enterrado. A abadia foi saqueada pelos huguenotes e boa parte de suas relíquias desapareceram desde então.